# Le Maître d'école (film, 1909)
Pour les articles homonymes, voir Le Maître d'école.
Pour plus de détails, voir Fiche technique et Distribution.
Le Maître d'école est un film muet français réalisé par Georges Monca, sorti en 1909.

## Fiche technique
- Titre : Le Maître d'école
- Réalisation : Georges Monca
- Scénario : Adrien Caillard
- Photographie :
- Montage :
- Société de production : Société cinématographique des auteurs et gens de lettres (S.C.A.G.L)
- Société de distribution : Pathé Frères
- Pays d'origine :  France
- Langue : français
- Métrage : 165 mètres
- Format : Noir et blanc — 35 mm — 1,33:1 — Muet
- Genre : Film dramatique
- Durée : 5 minutes 30
- Numéro de catalogue Pathé : 3131
- Dates de sortie :
  -  France : 12 novembre 1909

## Distribution
- Adrien Caillard
- Marcel Simon
- Le Petit Colsi